# Gediz Üniversitesi Gençlik ve Spor Kulübü
El Gediz Üniversitesi Gençlik ve Spor Kulübü, también conocido como Orkide Gediz Üniversitesi por razones de patrocinio, es un equipo de baloncesto turco con sede en la ciudad de İzmir, que compite en la TB2L, la tercera división de su país. Disputa sus partidos en el Gediz Üniversitesi Sports Hall, con capacidad para 250 espectadores.
El club fue fundado por la Universidad de Gediz en 2010. El equipo está patrocinado por Orkide, que es una compañía de petróleo líquido turca.

## Posiciones en liga
| - 2014 - (2-TB3L) - 2015 - (11-TB2L) - 2016 - (4-TBL) |

## Palmarés
- TB3L
  - Campeón: 2014

## Jugadores destacados
| - Selahattin Akyol - Cihan Amasyalı - Mert Aykutluğ - İhsan Yalçın Azizmahmutoğulları - Cemal Bayraktar - Emre Boztepe - Hilmi Cantopçu - Feyzi Çelebioğlu - Enver Ekmen - Çağdaş Erdoğan - Berkay Kansu - Orbay Kaya | - Serkan Kırçe - Polat Kocaoğlu - Eren Ocaktürk - Özgün Önver - Mehmet Özdoğan - Mehmet Sinan Özgür - Okan Özpamir - Emre Özpulat - Özgür Şahin - Arda Doğuş Sarıbay - Sercan Topçu - Ahmet Tunalı | - Serhat Uğur - Lionel Chalmers - John Ofoegbu - Adonte Parker - Tajuan Porter - Demontez Stitt - K'Zell Wesson - Hasan Rizvić |